# Східноєвропейський літній час
| синій       | Західноєвропейський час (WET, GMT) (UTC+0) Західноєвропейський літній час (WEST, BST, IST) (UTC+1) |
| фіолетовий  | Західноєвропейський час (WET, GMT) (UTC+0)                                                         |
| червоний    | Центральноєвропейський час (CET) (UTC+1) Центральноєвропейський літній час (CEST) (UTC+2)          |
| жовтий      | Східноєвропейський час (EET) / Калінінградський час (UTC+2)                                        |
| буро-жовтий | Східноєвропейський час (EET) (UTC+2) Східноєвропейський літній час (EEST)(UTC+3)                   |
| зелений     | Далекосхідноєвропейський час (FET)/Московський час (MSK) (UTC+3)                                   |

Східноєвропейський літній час (англ. Eastern European Summer Time, або EEST) — одна з назв часового поясу UTC+3. Як літній час він використовується в деяких країнах Європи (зокрема в Україні) та Близького Сходу. Впродовж зимового періоду такі країни переходять на східноєвропейський час (EET) UTC+2.

## Використання

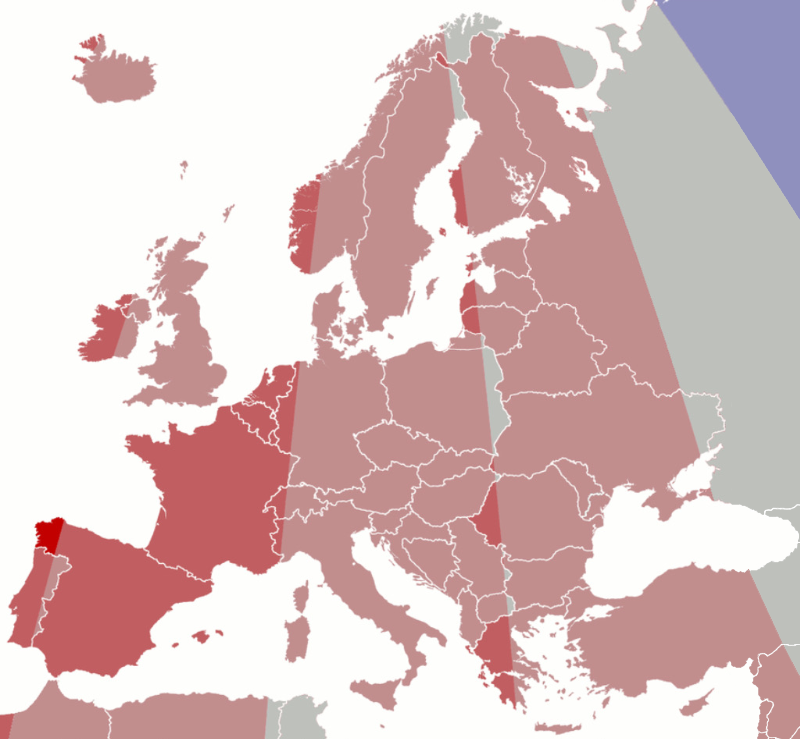
Відхилення літнього часу, визначеного законами від Стандартний час:

Список країн і територій, що використовують EEST з останньої неділі березня (3:00 EET) до останньої неділі жовтня (4:00 EEST):
- Болгарія, регулярно з 1979 року
- Кіпр, регулярно з 1979 року
- Естонія, в 1981—1988 роки — Московський літній час, регулярно EEST з 1989 року (за винятком 2000, 2001)
- Фінляндія, регулярно з 1981 року
- Греція, регулярно з 1975
- Латвія, в 1981—1988 роки — Московський літній час, регулярно EEST з 1989 року (за винятком 2000)
- Литва, в 1981—1988 роки — Московський літній час, регулярно EEST з 1989 року, 1998 року змінено на Центральноєвропейський літній час, повернулася до EEST 2003 року
- Молдова, в 1981—1989 роки — Московський літній час, регулярно EEST з 1991 року
- Румунія, регулярно з 1979 року
- Україна, в 1981—1989 роки — Московський літній час, регулярно EEST з 1991 року

Країни Близького Сходу використовують EEST у такі періоди:
- Ліван, з 1984 року: з останньої неділі березня (0:00 EET) до останньої неділі жовтня (0:00 EEST)
- Ізраїль, регулярно з 1948: з п'ятниці перед останньою неділею березня (2:00 EET) до першої неділі після 1 жовтня (2:00 EEST)
- Йорданія, з 1985 року: з п'ятниці на тижні 26 березня — 1 квітня (0:00 EET) до останньої п'ятниці жовтня (1:00 EEST)
- Сирія, з 1983 року: з останньої п'ятниці березня (0:00 EET) до п'ятниці на тижні 26 жовтня — 1 листопада (0:00 EEST)
- Палестина, до середини 1990-х — за ізраїльським графіком, після — нестабільний, орієнтація переважно на Йорданію та Сирію.

### У минулому
- Білорусь, в 1981—1989 роки — Московський літній час, регулярно EEST у 1991—2011 роках
- Росія (Калінінград), в 1981—1990 роки — Московський літній час, регулярно EEST у 1991—2011 роках
- Єгипет, регулярно до 2010 року включно і з 2014 до 2015 року: з останньої п'ятниці квітня (0:00 EET) до останньої п'ятниці вересня (0:00 EEST), з перервою на період Рамадану
- Туреччина, в роки 1970 − 1978 EEST, регулярно EEST у 1985—2016 роках
- Тільки в 1991 році EEST використовували Москва і Самара.